# Lijst van voetbalinterlands Panama - Peru
Deze lijst van voetbalinterlands is een overzicht van alle officiële voetbalwedstrijden tussen de nationale teams van Panama en Peru. De landen speelden tot op heden negen keer tegen elkaar. De eerste ontmoeting, een vriendschappelijke wedstrijd, werd gespeeld op 23 maart 1952 in Santiago (Chili). Het laatste duel, eveneens een vriendschappelijke wedstrijd, vond plaats op 16 januari 2022 in Lima.

## Wedstrijden
| № | Plaats      | Datum            | Competitie        | Wedstrijd     | Uitslag |
| - | ----------- | ---------------- | ----------------- | ------------- | ------- |
| 1 | Santiago    | 23 maart 1952    | Vriendschappelijk | Peru – Panama | 7 – 1   |
| 2 | Lima        | 23 april 1973    | Vriendschappelijk | Peru – Panama | 4 – 0   |
| 3 | Lima        | 16 augustus 2006 | Vriendschappelijk | Peru – Panama | 0 – 2   |
| 4 | Panama-Stad | 19 november 2006 | Vriendschappelijk | Panama – Peru | 1 – 2   |
| 5 | Panama-Stad | 12 oktober 2010  | Vriendschappelijk | Panama – Peru | 1 – 0   |
| 6 | Moquegua    | 8 februari 2011  | Vriendschappelijk | Peru – Panama | 1 – 0   |
| 7 | Panama-Stad | 1 juni 2013      | Vriendschappelijk | Panama – Peru | 1 – 2   |
| 8 | Lima        | 6 augustus 2014  | Vriendschappelijk | Peru − Panama | 3 − 0   |
| 9 | Lima        | 16 januari 2022  | Vriendschappelijk | Peru − Panama | 1 − 1   |

## Samenvatting
| Competitie        | Totaal gespeeld | Winst Panama | Gelijk | Winst Peru | Doelsaldo Panama – Peru |
| ----------------- | --------------- | ------------ | ------ | ---------- | ----------------------- |
| Vriendschappelijk | 9               | 2            | 1      | 6          | 7 − 20                  |
| Totaal            | 9               | 2            | 1      | 6          | 7 − 20                  |

## Details

### Derde ontmoeting
| Vriendschappelijk (Lima, Peru, 16 augustus 2006): |       |                                        |
| Peru                                              | 0 – 2 | Panama                                 |
|                                                   | goals | 20' Ricardo Phillips 86' Gabriel Gómez |

### Vijfde ontmoeting
| Vriendschappelijk (Panama-Stad, Panama, 12 oktober 2010): |              |                     |
| Panama                                                    | 1 – 0        | Peru                |
| Gabriel Torres 78'                                        | goals        |                     |
|                                                           | rode kaarten | 23' Carlos Zambrano |

### Zesde ontmoeting
| Vriendschappelijk (Moquegua, Peru, 8 februari 2011): |              | |
| Peru | 1 – 0        | Panama |
| Orlando Contreras 40' | goals        | |
| Sergio Markarián | bondscoach   | Julio Dely Valdés |
| Erick Delgado Renzo Revoredo Christian Ramos 62' Orlando Contreras Walter Vílchez Jean Tragodara 46' Rinaldo Cruzado 46' Luis Advíncula 46' Michael Guevara 46' Wilmer Aguirre 88' Johan Fano | opstellingen | Jaime Penedo Erick Vásquez 64' Alejandro Vélez Eduardo Dasent Blas Pérez 71' Eybir Bonaga Eric Davis 46' Jean Carlos Cedeno Felipe Baloy 30' Armando Cooper 76' Luis Tejada |
| Antonio Gonzales 46' Víctor Yotún 46' Carlos Lobatón 46' Johan Sotil 46' Gianfranco Espinoza 62' Víctor Rossel 88'                                                                            | wissels      | 30' Ricardo Buitrago 46' Gabriel Torres 64' Renan Addles 71' Aramis Haywood 76' Marco Sánchez                                                                               |
| Johan Fano 40' Jean Tragodara 45' Christian Ramos 47' Johan Sotil 69' | gele kaarten | 79' Renan Addles 81' Eduardo Dasent |

### Zevende ontmoeting
| Vriendschappelijk (Panama-Stad, Panama, 1 juni 2013): |       |                                        |
| Panama                                                | 1 – 2 | Peru                                   |
| Rolando Blackburn 72'                                 | goals | 49' Yordy Reyna 83' Cristián Benavente |

### Achtste ontmoeting
| Vriendschappelijk (Lima, Peru, 6 augustus 2014):        |       |        |
| Peru                                                    | 3 – 0 | Panama |
| Carlos Ascues 44' Christian Ramos 81' Carlos Ascues 90' | goals |        |

FEPAFUT · A-internationals · Selecties · Bondscoaches · Panamees vrouwenelftal · Panama U21 · Panama U20 · Panama U19 · Panama U18 · Panama U17
1930 – 1949 · 
1950 – 1959 · 
1960 – 1969 · 
1970 – 1979 · 
1980 – 1989 · 
1990 – 1999 · 
2000 – 2009 · 
2010 – 2019 ·
2020 – 2029
CGC 1991 · 
CGC 1993 · 
CGC 1996 · 
CGC 1998 · 
CGC 2000 · 
CGC 2002 · 
CGC 2003 · 
CGC 2005 · 
CGC 2007 · 
CGC 2009 · 
CGC 2011 · 
CGC 2013 · 
CGC 2021
WK 2018
1938 · 
1939 · 
1940 · 
1941 · 
1942 · 1943 · 1944 · 1945 · 
1946 · 
1947 · 
1948 · 
1949 · 
1950 · 
1951 · 
1952 · 
1953 · 
1954 · 
1955 · 
1956 · 
1957 · 
1958 · 
1959 · 
1960 · 
1961 · 
1962 · 
1963 · 
1964 · 
1965 · 
1966 · 
1967 · 
1968 · 
1969 · 
1970 · 
1971 · 
1972 · 
1973 · 
1974 · 
1975 · 
1976 · 
1977 · 
1978 · 
1979 · 
1980 · 
1981 · 
1982 · 
1983 · 
1984 · 
1985 · 
1986 · 
1987 · 
1988 · 
1989 · 
1990 · 
1991 · 
1992 · 
1993 · 
1994 · 
1995 · 
1996 · 
1997 · 
1998 · 
1999 · 
2000 · 
2001 · 
2002 · 
2003 · 
2004 · 
2005 · 
2006 · 
2007 · 
2008 · 
2009 · 
2010 · 
2011 · 
2012 · 
2013 · 
2014 · 
2015 · 
2016 · 
2017 ·
2018 ·
2019 ·
2020 ·
2021 ·
2022 ·
2023 ·
2024
Anguilla ·
Argentinië · 
Armenië · 
Aruba · 
Bahama's ·
Bahrein ·
Barbados ·
België · 
Belize · 
Bermuda · 
Bolivia · 
Brazilië · 
Canada · 
Chili · 
Colombia · 
Costa Rica · 
Cuba · 
Curaçao ·
Denemarken ·
Dominica · 
Dominicaanse Republiek · 
Ecuador · 
El Salvador · 
Engeland · 
Grenada · 
Guadeloupe ·
Guatemala · 
Guyana · 
Haïti · 
Honduras · 
Iran · 
Jamaica · 
Japan · 
Kameroen ·
Mexico · 
Montserrat ·
Nederlandse Antillen · 
Nicaragua · 
Noord-Ierland ·
Noorwegen ·
Paraguay · 
Peru · 
Portugal · 
Puerto Rico · 
Qatar ·
Saint Lucia · 
Saoedi-Arabië ·
Servië ·
Spanje · 
Taiwan · 
Trinidad en Tobago ·
Tunesië ·  
Uruguay ·  
Venezuela · 
Verenigde Staten ·
Wales ·
Zuid-Afrika ·
Zuid-Korea ·
Zwitserland
België (2018) ·
Engeland (2018) ·
Tunesië (2018)
FPF · A-internationals · Selecties · Bondscoaches · Statistieken · Peruviaans vrouwenelftal · Olympisch elftal · Peru U21 · Peru U20 · Peru U19 · Peru U18 · Peru U17
1920 – 1929 ·
1930 – 1939 ·
1940 – 1949 ·
1950 – 1959 ·
1960 – 1969 ·
1970 – 1979 ·
1980 – 1989 ·
1990 – 1999 ·
2000 – 2009 ·
2010 – 2019 ·
2020 – 2029
WK 1930 · 
WK 1970 · 
WK 1978 · 
WK 1982 · 
WK 2018
OS 1936 · 
OS 1960
1927 · 
1928 · 
1929 · 
1930 · 
1931 · 1932 · 1933 · 1934 · 
1935 · 
1936 · 
1937 · 
1938 · 
1939 · 
1940 · 
1941 · 
1942 · 
1943 · 1944 · 1945 · 1946 · 
1947 · 
1948 · 
1949 · 
1950 · 1951 · 
1952 · 
1953 · 
1954 · 
1955 · 
1956 · 
1957 · 
1958 · 
1959 · 
1960 · 
1961 · 
1962 · 
1963 · 
1964 · 
1965 · 
1966 · 
1967 · 
1968 · 
1969 · 
1970 · 
1971 · 
1972 · 
1973 · 
1974 · 
1975 · 
1976 · 
1977 · 
1978 · 
1979 · 
1980 · 
1981 · 
1982 · 
1983 · 
1984 · 
1985 · 
1986 · 
1987 · 
1988 · 
1989 · 
1990 · 
1991 · 
1992 · 
1993 · 
1994 · 
1995 · 
1996 · 
1997 · 
1998 · 
1999 · 
2000 · 
2001 · 
2002 · 
2003 · 
2004 · 
2005 · 
2006 · 
2007 · 
2008 · 
2009 · 
2010 · 
2012 · 
2012 · 
2013 · 
2014 · 
2015 · 
2016 · 
2017 · 
2018 · 
2019 · 
2020 · 
2021 ·
2022 ·
2023 ·
2024
Algerije ·
Argentinië ·
Armenië ·
Australië ·
België ·
Bolivia ·
Brazilië ·
Bulgarije ·
Canada ·
Chili ·
China ·
Colombia ·
Costa Rica ·
Denemarken ·
Dominicaanse Republiek ·
Duitsland ·
Ecuador ·
El Salvador ·
Engeland ·
Finland ·
Frankrijk ·
Guatemala ·
Haïti ·
Honduras ·
Hongarije ·
IJsland · 
India ·
Irak ·
Iran ·
Italië ·
Jamaica ·
Japan ·
Joegoslavië ·
Kameroen ·
Kroatië ·
Marokko ·
Mexico ·
Nederland ·
Nicaragua ·
Nieuw-Zeeland ·
Nigeria ·
Oostenrijk ·
Panama ·
Paraguay ·
Polen ·
Qatar ·
Roemenië ·
Saoedi-Arabië ·
Schotland ·
Slowakije ·
Sovjet-Unie ·
Spanje ·
Trinidad en Tobago ·
Tsjechië ·
Tunesië ·
Uruguay ·
Venezuela ·
Verenigde Arabische Emiraten ·
Verenigde Staten ·
Wit-Rusland ·
Zuid-Korea ·
Zweden ·
Zwitserland
Australië (2018) ·
Denemarken (2018) ·
Frankrijk (2018) ·
Italië (1982) · 
Kameroen (1982) · 
Polen (1982)